# Oak Bluffs

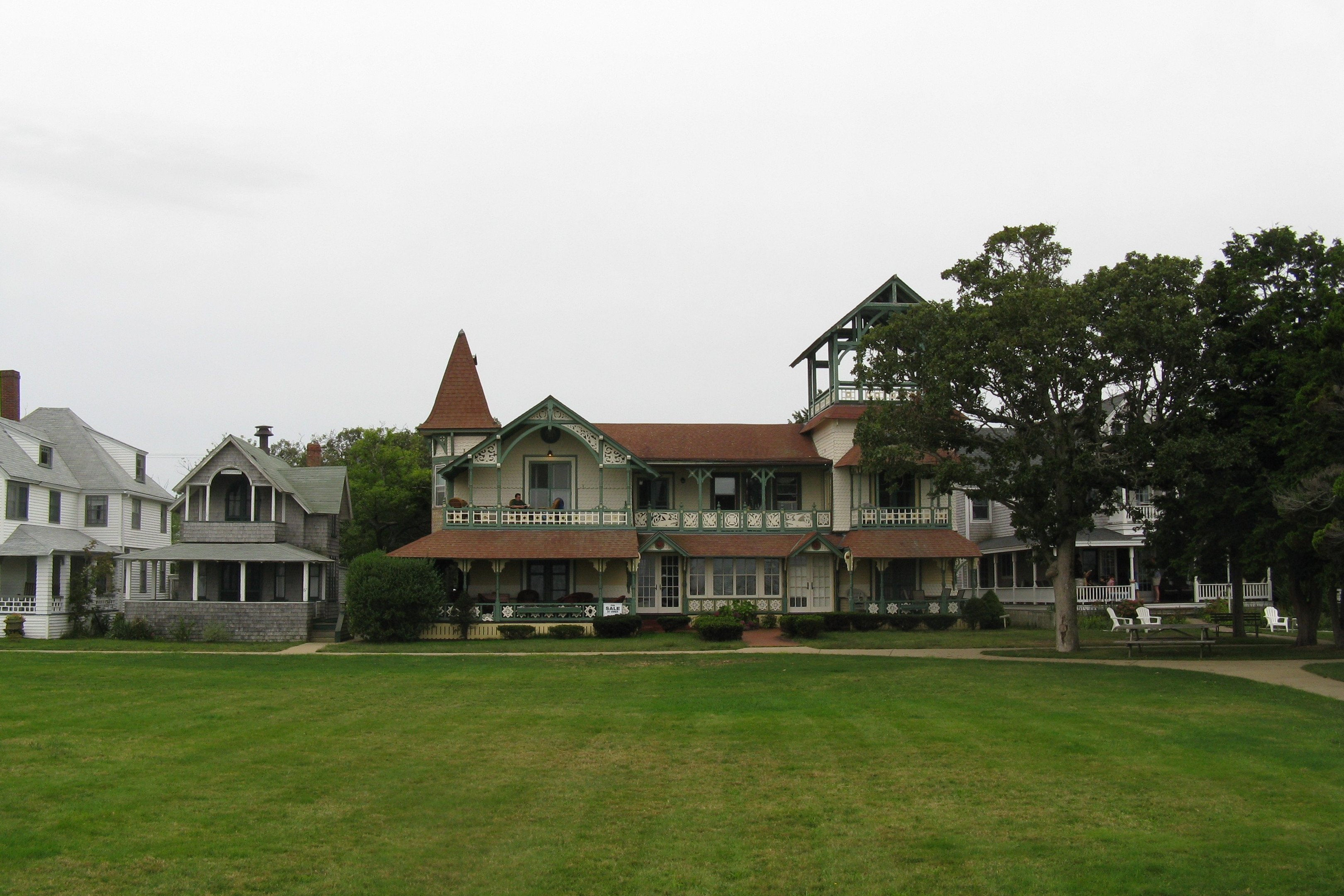

Oak Bluffs är en kommun (town)  på ön Martha's Vineyard i Dukes County i delstaten Massachusetts, USA med cirka 3 713 invånare (2000). Den har enligt United States Census Bureau en area på 67,2 km²  varav 4,1 km² är vatten.